# (6915) 1992 HH
(6915) 1992 HH (1992 HH, 1979 DG, 1988 LN, 2001 OS82) — астероїд головного поясу.
Тіссеранів параметр щодо Юпітера — 3,371.